# Litsea virens
Litsea virens är en lagerväxtart som beskrevs av Jacob Gijsbert Boerlage. Litsea virens ingår i släktet Litsea och familjen lagerväxter. Inga underarter finns listade i Catalogue of Life.